# Площа Марії Терезії
Площа Марії Терезії (Марія-Тереза-плац; нім. Maria-Theresien-Platz Maria-Theresien-Platz) — площа в центрі Відня, у Внутрішньому Місті на Рінгштрассе, навпроти площі Гельденплац і Гофбурга. На площі одна навпроти одної розташовані дві найбільші музейні будівлі міста — Музей історії мистецтв і Музей природознавства. Площа замикає паралельний Рінгштрассе проспект Цвайер-лінія, «Лінія другого», де колись курсував віденський трамвай № 2. З іншого боку Цвайер-лініїрозташовується Музейний квартал. У центрі площі встановлений пам'ятник імператриці Марії Терезії, найбільший з встановлених Габсбургам у Відні. Площа Марії Терезії входить в найпопулярніші туристичні маршрути по австрійській столиці і є пішохідною. 

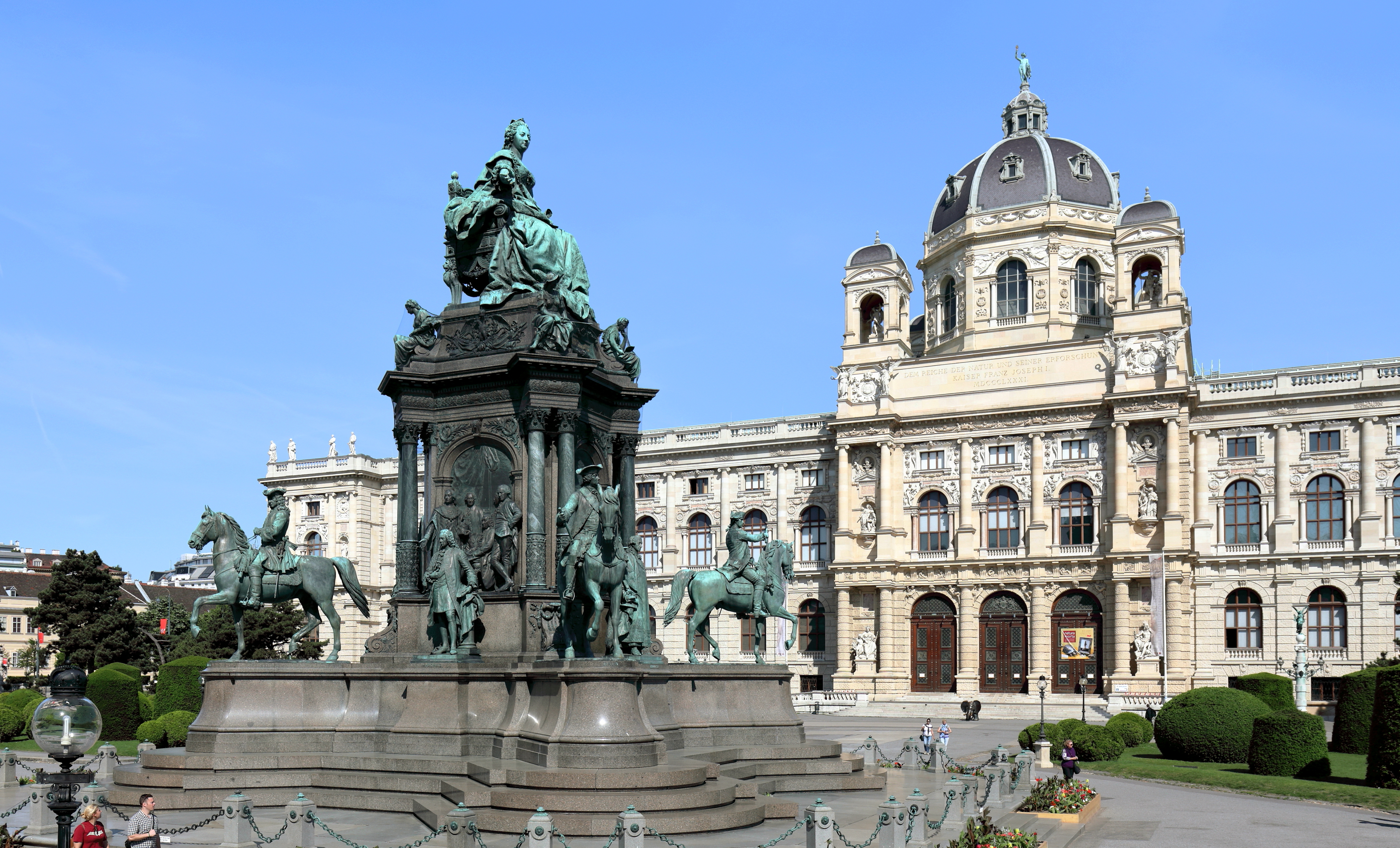
Пам'ятник імператриці на тлі Музею природознавства на площі Марії Терезії у Відні

До 1857 року на місці площі Марії Терезії розташовувався віденський гласис. Будівництво Рінгштрассе, парадного бульвару Відня, почалося 1858 року. На ділянці безпосередньо перед імператорською резиденцією Гофбург планувалося звести імператорський форум, до якого мали увійти площа Гельденплац і сучасна площа Марії Терезії. Для цього перед історичним Гофбургом між садами Фольксгартен і Бурггартен передбачалося звести два нових палацових крила. З ними арками через Рінгштрассе повинні були з'єднуватися дві музейні будівлі. Грандіозний проєкт форуму був реалізований частково. Проте проєкт площі Марії Терезії був втілений повністю: 1888 року відкрився пам'ятник Марії Терезії, 1889 року — Музей природознавства, 1891 року — Музей історії мистецтв. Площа Марії Терезії декорована чотирма газонами, прикрашеними фонтанами з третинами і наядами, зведеними в 1887-1890 роках за проєктами Антона Шмідгрубера, Гуго Гердта і Едмунда Гофмана фон Аспернбурга.